# Scandalo Blaze
Scandalo Blaze (Blaze) è un film del 1989 diretto da Ron Shelton.

## Trama
Siamo a New Orleans nel biennio 1959 - 1960. Earl K. Long, governatore dello Stato della Louisiana, si innamora della bella e giovane spogliarellista Blaze Starr proprio poco tempo prima delle nuove elezioni. La famiglia Long ha una lunga tradizione nel governare lo Stato della Louisiana (Earl, infatti è succeduto alla carica di governatore al fratello Huey, popolare e discusso uomo politico statunitense assassinato a Baton Rouge nel 1935) ed ovviamente, Earl non vuole perdere. La storia con Blaze diventa sempre più seria e i due si amano ma la relazione con una spogliarellista dà adito a voci e non piace alla gente: i giornalisti sono continuamente alla caccia di foto compromettenti ed Earl, in un suo momento di esagerazione e follia viene ricoverato coattamente in ospedale nel reparto di psichiatria. Riuscirà ad uscire di lì solo grazie al suo potere di governatore. Blaze si allontanerà per favorire la campagna politica di Earl. Tuttavia, le idee progressiste (il voto a favore dei cosiddetti "negri") sommate alle accuse di evasione fiscale, al ricovero in manicomio e allo scandalo della frequentazione con Blaze porteranno Earl a classificarsi solo quinto nella scalata alla carica. Di qui la decisione di ritirarsi a vita privata in campagna. Blaze, avvertendo la depressione di Earl decide di candidarlo al congresso. Inizia una nuova campagna elettorale in cui Earl è dato in svantaggio ma con la sua tenacia, audacia e vicinanza al popolo riuscirà a vincere. Purtroppo, solo poche ore prima dello spoglio delle schede, Earl è soggetto ad un malore (probabilmente arresto cardiaco) che lo porterà a morte prima ancora di sapere i risultati della sua vittoria. Migliaia di persone rendono omaggio alla salma.
È proprio grazie alla biografia di Blaze Starr che passano alla storia gli ultimi anni di Earl Long; biografia da cui Ron Shelton ha tratto questo film.

## Accoglienza
Il film non ha avuto un buon incasso, ottenendo circa 19 milioni di dollari a fronte di un budget di 18 milioni di dollari.